# Gaff Topsail (berg)
Gaff Topsail is een berg van het type inselberg in de Canadese provincie Newfoundland en Labrador op het eiland Newfoundland. De berg heeft een hoogte van meer dan 560 meter boven zeeniveau en stijgt meer dan 100 meter uit boven het omliggende centrale plateau van Newfoundland.
De berg is bereikbaar via de Newfoundland T'Railway, een honderden kilometers lang pad dat de loop van de voormalige trans-Newfoundlandse spoorweg volgt. Aan de noordwestelijke zijde van de berg ligt een klein gehucht dat eveneens Gaff Topsail noemt. 